# 蒿林乡
蒿林乡，是中华人民共和国甘肃省陇南市西和县下辖的一个乡镇级行政单位。

## 行政区划
蒿林乡下辖以下地区：
杜林村、赵沟村、寺申村、团结村、何山村、段庙村、邱老庄村、李家山村、申集村、蒿林村、杨魏村和大唐村。